# Chapelle Sainte-Jeune
La chapelle Sainte-Jeune est un édifice situé à Plounévez-Moëdec en France.

## Localisation
La chapelle est située sur le territoire de la commune de Plounévez-Moëdec, dans le département  des Côtes-d'Armor, en région Bretagne.

## Description
La chapelle est composée d'une nef unique et d'un bas-côté, datant vraisemblablement du XVIe siècle. Une fenêtre porte la date de 1573 et le clocheton celle de 1621. Dans la longère nord, remploi d'un fenestrage du XIVe siècle. Au chevet, fenestrage du XVIe siècle. A l'intérieur, fresques remontant au XIXe siècle et représentant les apôtres.

## Historique
La chapelle est inscrite au titre des monuments historiques par arrêté du 17 décembre 1970.